# 블루 벨벳 (영화)
《블루 벨벳》(영어: Blue Velvet)은 1986년 개봉한 미국의 신누아르 미스터리 영화이다. 데이비드 린치가 감독과 각본을 맡았다.

## 출연

### 주연
- 카일 맥라클란
- 이사벨라 로셀리니
- 데니스 호퍼
- 로라 던
- 호프 레인지

### 조연
- 프리실라 포인터
- 조지 디커슨
- 프란시스 베이
- 켄 스토비츠
- 브래드 듀리프
- 잭 낸스
- 딘 스톡웰

## 기타
- 음향: 짐 브릿지스
- 사운드디자인: 앨런 스플릿
- 미술: 패트리시아 노리스
- 세트: 에드워드 탄타 레비제어
- 특수효과: 조지 R. 힐
- 특수효과: 그렉 헐
- 분장: 제프 굿윈
- 프로덕션슈퍼바이저: 게일 컨스
- 배역: 팻 골든
- 배역: 조한나 레이
- 프로덕션매니저: 프레드 C. 카루소